# سابولچ چخ
سابولچ چه (رومانیایی: Szabolcs Cseh؛ ۱۱ دسامبر ۱۹۴۲ –۱ اوت ۲۰۱۴) بدل‌کار و بازیگر اهل رومانی و از تبار سکی‌ها بود.
از فیلم‌هایی که وی در آنها نقش داشته‌است، می‌توان به میهای دلیر، گرز سه نشان، کمیسر متهم می‌کند، داس‌ها، پیامبر، طلا و اهالی ترانسیلوانی و رز زرد اشاره کرد.